# Siouxové

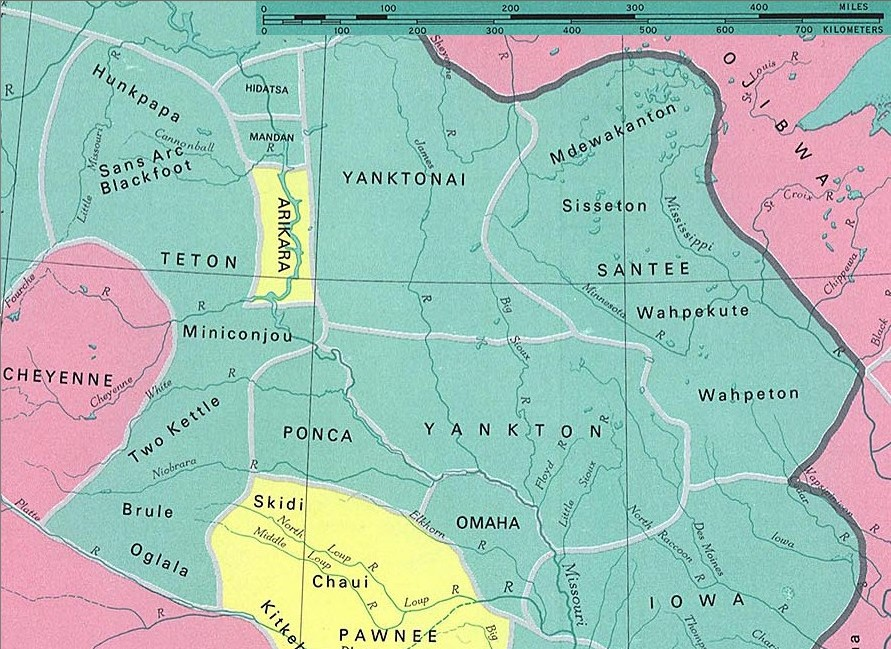
Mapa zobrazuje území siouxských a sousedních kmenů (psáno velkými písmeny) a podkmenů přibližně v 1. pol. 19. stol. Silná tmavá čára vyznačuje hranici mezi kulturní oblastí plání a severovýchodu. Barevně jsou odlišeny jazykové skupiny: siuská zeleně (ne všechny uvedené kmeny patří k Velkému siouxskému národu), algonkinská růžově a kaddoská žlutě.

Siouxové [Sijuksové] (anglicky Sioux [Sjú]) jsou severoamerický indiánský národ, jehož příslušníci se sami nazývají Dakotové či Lakotové, což znamená přátelé nebo spojenci. V dřívějších dobách tvořili jejich kmeny konfederaci Očéthi Šakówiŋ, Sedm ohnišť.
V širším slova smyslu bývají také někdy jako Siouxové souhrnně nazývány všechny kmeny siúské či siouanské jazykové skupiny. Pro odlišení pak kmeny tvořící (Velký) siouxský národ (jehož jazykem je siouxština) můžeme souhrnně označit jako vlastní Siouxy.

## Dělení siouxských kmenů

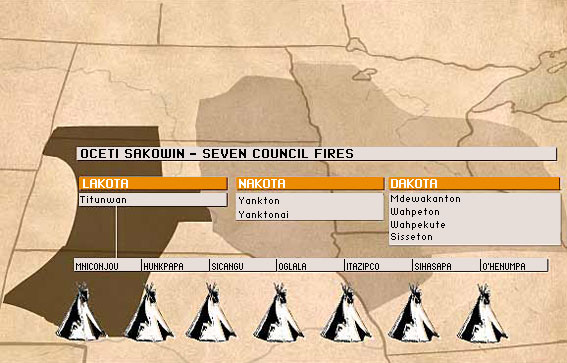
Někdejší území a kmeny Velkého siouxského národa (Sedm poradních ohnišť) - Yanktoni a Yantonajové jsou zde chybně označeni jako Nakota.

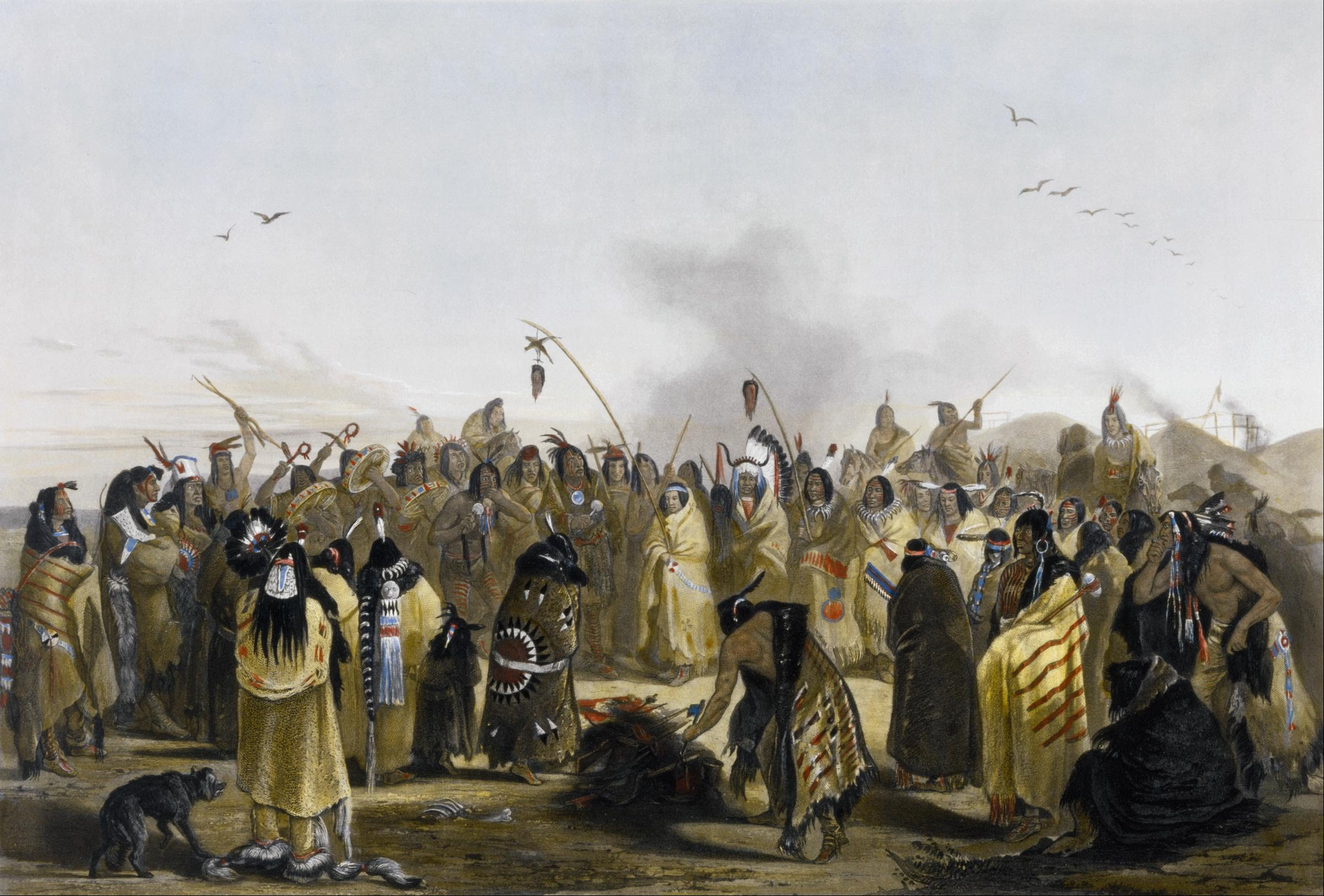
Siouxové tančí kolem skalpů zabitých nepřátel, kolem roku 1843

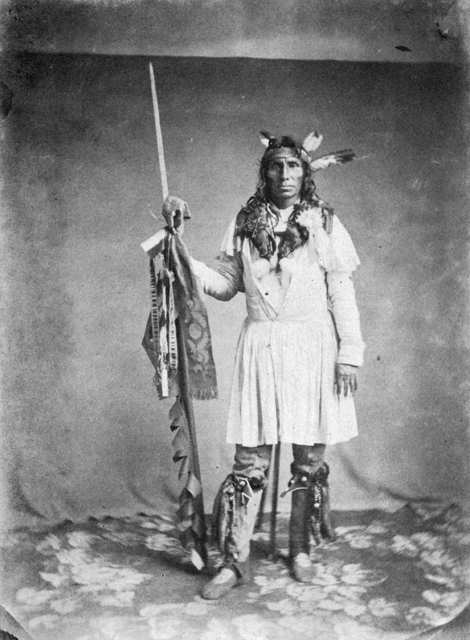
Malá vrána, náčelník Mdewakantonů (1858 nebo 1859)

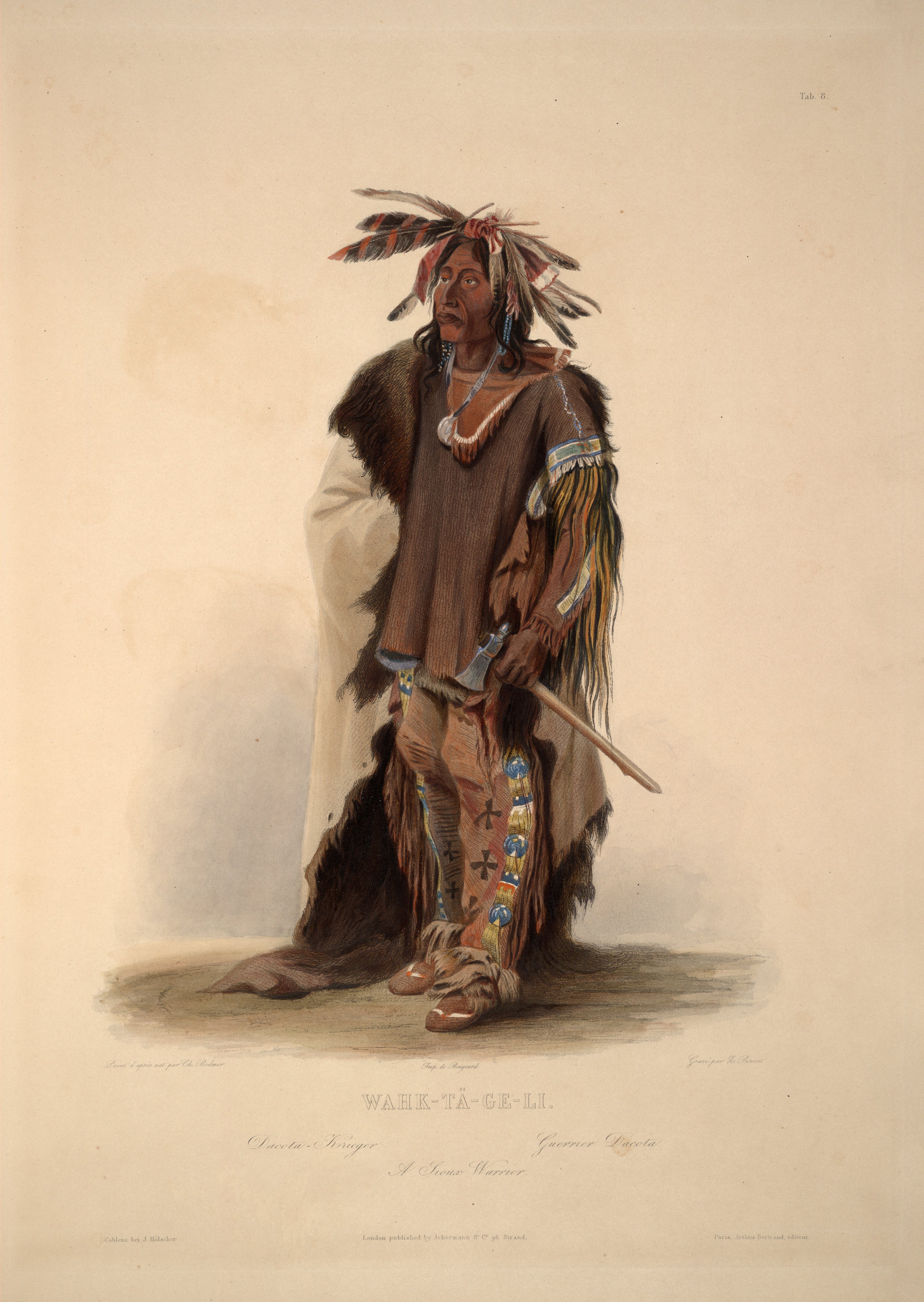
Janktonský náčelník (Karl Bodmer, 1833)

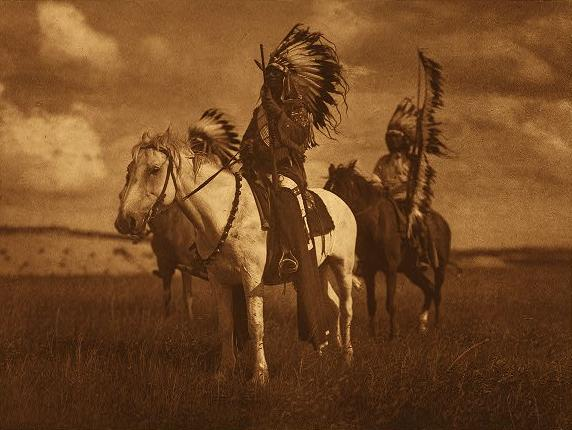
Tetonští náčelníci (1907)

Politické a geografické členění siouxských kmenů je úzce provázáno s jazykovým rozdělením na tři velmi blízce příbuzné jazyky či nářečí.
Východní Dakotové (Dakhóta) známí též jako Santíové (Isáŋyathi = Žijící na nožích, Santee) byli převažně polousedlí lesní lovci a sběrači, kteří sídlili v nynější Minnesotě.
- Bdewakantonové (Mdewakanton neboli Bdewákȟaŋtȟuŋwaŋ = Vesnice u tajemného jezera)
- Wahpetonové (Wahpeton neboli Waȟpétȟuŋwaŋ = Vesnice v listí)
- Wahpekutové (Wahpekute neboli Waȟpékhute = Střelci v listí)
- Sissetonové (Sisseton neboli Sisítȟuŋwaŋ = Vesnice, kde se jedí ryby)

Západní Dakotové (Dakȟóta) - kočovní prérijní lovci, kteří obývali Pláně ve východní části dnešní Jižní Dakoty, často nesprávně označováni jako Nakotové (Nakhóta)
- Yanktonové (Yankton neboli Iháŋktȟuŋwaŋ = Vesnice na konci)
- Yanktonajové (Yanktonai neboli Iháŋktȟuŋwaŋna = Malá vesnice na konci)

Lakotové (Lakȟóta) – největší etnikum prérijních indiánů, typických lovců na koních, kteří v letech 1770-1877 kočovali po Velkých pláních západně od řeky Missouri na území současných států Jižní Dakota, Severní Dakota, Nebraska, Wyoming a Montana. Podle ústní tradice tvořili dříve jeden kmen zvaný Teton (Thitȟuŋwaŋ, thíŋta-tȟuŋwáŋ = Rozhlížející se po prérii), který se v průběhu migrace na západ rozdělil na celkem sedm podkmenů.
- Oglalové (Oglála = Roztroušení, Ogallala, Oglala)
- Bruléové (Sičháŋǧu = Spálená stehna / Spálené hýždě, fr. Brulé)
- Mnikonžuové (Mnikȟówožu = Sázející u vody, Miniconjou, Minneconjou)
- Itazipčové (Itázipčho = Bez luků, fr. Sans Arcs)
- Oohenunpové (Oóhenuŋpa = Dva kotlíky, Two Kettles)
- Sihasapové (Sihásapa = Černé nohy či siouxští Černonožci, Blackfeet)
- Hunkpapové (Húŋkpapȟa = Tábořící u vchodu, Hunkpapa)

Nejpočetnější Ogalalové a Bruléové obývali jižní část lakotského území, zbylých pět kmenů (někdy souhrnně označovaných jako Saone), žilo severněji.
Dakotština a lakotština, jazyky Siouxů, patří do siouxské jazykové skupiny, jejíž jméno bylo odvozeno právě od slova Sioux.
Jazykově nejbližšími příbuznými Siouxů jsou Assiniboinové a Kamenní Indiáni, kteří se sami nazývají Nakhóta nebo Nakhóda. S nimi ovšem Siouxové žili v nepřátelství. Pro srovnání siouxských dialektů viz siouxština.

## Současnost
Siouxové jsou třetím největším indiánským etnikem na území USA, hned po kmenech Navahů a Odžibvejů. Početně nejsilnější Lakotové jsou dnes usazeni v sedmi rezervacích v Jižní a Severní Dakotě, Montaně a kanadském Saskatchewanu. Dakotové jsou rozptýleni v drobných rezervacích v Minnesotě, Nebrasce, Jižní a Severní Dakotě, Montaně, Manitobě a Saskatchewanu.

## Jméno a politická korektnost
Sioux je francouzskou zkomoleninou odžibvejského výrazu na-towe-ssiwak, jehož původní význam nebyl uspokojivě určen, převládá však názor, že jde buď o slovo znamenající „cizinec“ či „příslušník cizího kmene“ nebo o označení s hanlivým podtextem. Uvádí se například „ti, kteří dovedou uklouznout jako hadi“ či „Malí hadíci“, přeneseně „nepřátelé“. Jan Ullrich uvádí také variantu Nadowe-is-iw-ug, kde nadowe znamená „zmije“ (přeneseně „nepřítel“), -is je přípona tvořící zdrobněliny a iw-ug znamená „oni jsou“.
Přestože slovo Sioux přežívá v některých oficiálních názvech rezervací a kmenů a přestože je v neformálních situacích někteří Indiáni užívají, obecně se považují za politicky korektní pouze jména Lakota a Dakota.

## Zajímavost (přínos českého lingvisty pro jazyk Lakotů a Dakotů)
Vůbec první spolehlivý slovník jazyků Lakota a Dakota sesbíral a napsal český lingvista Jan Ullrich. Slovník vydalo v roce 2008 Konsorcium lakotského jazyka (www.lakhota.org) – organizace úzce spolupracující s Colorado University a také s jednotlivými lakotskými rezervacemi.